# 蒙梅朗
蒙梅朗（法語：Montmeyran，法語發音：[mɔ̃meʁɑ̃]）是法国德龙省的一个市镇，属于瓦朗斯区。

## 地理
蒙梅朗（44°49'59"N, 4°58'30"E）面积24.1 平方千米，位于法国奥弗涅-罗讷-阿尔卑斯大区德龙省，该省份为法国东南部内陆省份，北起顺时针与伊泽尔省、上阿尔卑斯省、上普罗旺斯阿尔卑斯省、沃克吕兹省和阿尔代什省接壤。
与蒙梅朗接壤的市镇（或旧市镇、城区）包括：拉博姆科尔尼亚讷、博蒙莱瓦朗斯、罗讷河畔埃图瓦勒、蒙泰莱热、蒙图瓦松、蒙旺德尔、乌尔什、于皮。

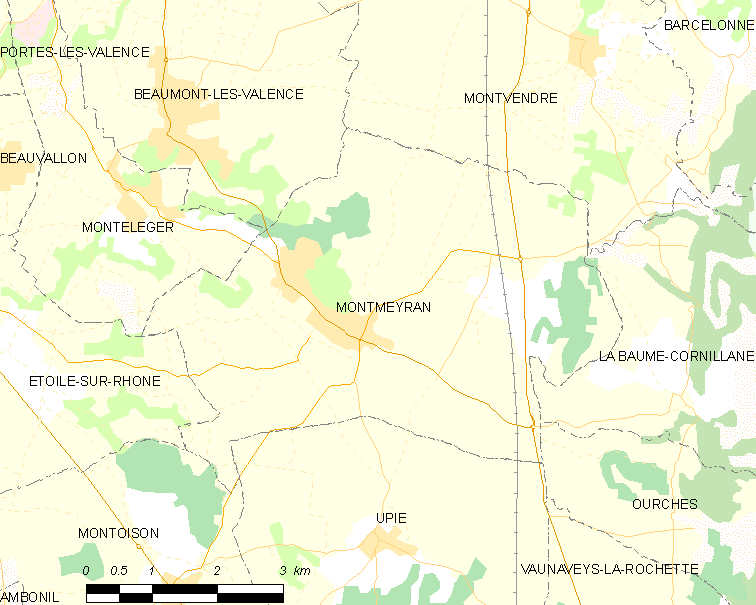
蒙梅朗的OSM定位图

蒙梅朗的时区为UTC+01:00、UTC+02:00（夏令时）。

## 行政
蒙梅朗的邮政编码为26120，INSEE市镇编码为26206。

## 政治
蒙梅朗所属的省级选区为克雷县。

## 人口

1962-2008年间蒙梅朗人口变化图示

蒙梅朗于2022年1月1日时的人口数量为2964人。